# Joachim Alfred Schmidt
|  | Dieser Artikel wurde aufgrund von formalen oder inhaltlichen Mängeln in der Qualitätssicherung Biologie zur Verbesserung eingetragen. Dies geschieht, um die Qualität der Biologie-Artikel auf ein akzeptables Niveau zu bringen. Bitte hilf mit, diesen Artikel zu verbessern! Artikel, die nicht signifikant verbessert werden, können gegebenenfalls gelöscht werden. Lies dazu auch die näheren Informationen in den Mindestanforderungen an Biologie-Artikel. |

Joachim Alfred Schmidt (* 4. Oktober 1922 in Lobstädt) ist ein deutscher Virologe.
Joachim Schmidt studierte an der Universität Leipzig Medizin und promovierte und habilitierte am dortigen Hygieneinstitut. 1967 wurde er an die Ernst-Moritz-Arndt-Universität Greifswald berufen und leitete dort als Direktor das Institut für Medizinische Mikrobiologie und Epidemiologie. 1975 übernahm Schmidt als Nachfolger von Heinz Urbach die Leitung des Instituts für Medizinische Mikrobiologie an der Friedrich-Schiller-Universität Jena. 1988 wurde er emeritiert.